# 제32회 골든 래즈베리상
제32회 골든 래즈베리상은 2011년 영화를 대상으로 2012년 4월에 열린 시상식이다.

## 수상 및 후보

### 최악의 작품상
- 잭 앤 질 수상
- 벅키 라슨: 본 투 비 어 스타
- 뉴 이어스 이브
- 트랜스포머 3
- 브레이킹 던 part1

### 최악의 남우주연상
- 잭 앤 질 외 1편 - 아담 샌들러 수상
- 아서 - 러셀 브랜드
- 드라이브 앵그리 3D - 니콜라스 케이지
- 브레이킹 던 part1 - 테일러 로트너
- 벅키 라슨: 본 투 비 어 스타 - 닉 스워드슨

### 최악의 여우주연상
- 잭 앤 질 - 아담 샌들러 수상
- 빅 마마 하우스 3 - 라이크 파더, 라이크 선 - 마틴 로렌스
- 패배를 모르는 자 - 세라 페일린
- 하이힐을 신고 달리는 여자 외1편 - 사라 제시카 파커
- 브레이킹 던 part1 - 크리스틴 스튜어트

### 최악의 남우조연상
- 잭 앤 질 - 알 파치노 수상
- 트랜스포머 3 - 패트릭 뎀시
- 유어 하이니스 - 제임스 프랭코
- 행오버2 외3편 - 켄 정
- 잭 앤 질 외1편 - 닉 스워드슨

### 최악의 여우조연상
- 잭 앤 질 - 데이빗 스페이드 수상
- 잭 앤 질 - 케이티 홈즈
- 빅 마마 하우스 3 - 라이크 파더, 라이크 선 - 브랜든 T. 잭슨
- 저스트 고 위드 잇 - 니콜 키드먼
- 트랜스포머 3 - 로지 헌팅턴 휘틀리

### 최악의 감독상
- 잭 앤 질 외 1편 - 데니스 듀간 수상
- 트랜스포머 3 - 마이클 베이
- 벅키 라슨: 본 투 비 어 스타 - 톰 브래디
- 브레이킹 던 part1 - 빌 콘돈
- 뉴 이어스 이브 - 게리 마샬

### 최악의 각본상
- 잭 앤 질 - 데니스 듀간 수상
- 벅키 라슨: 본 투 비 어 스타 - 톰 브래디
- 뉴 이어스 이브 - 게리 마샬
- 트랜스포머 3 - 마이클 베이
- 브레이킹 던 part1 - 빌 콘돈

### 최악의 속편상
- 잭 앤 질 수상
- 벅키 라슨: 본 투 비 어 스타
- 브레이킹 던 part1

### 최악의 리메이크상
- 아서
- 행오버2

### 최악의 앙상블상
- 잭 앤 질 수상
- 벅키 라슨: 본 투 비 어 스타
- 뉴 이어스 이브
- 트랜스포머 3
- 브레이킹 던 part1

### 최악의 커플상
- 잭 앤 질 - 아담 샌들러 & 케이트 홈즈 외 2명 수상
- 드라이브 앵그리 3D 외 2편 - 니콜라스 케이지 & 함께 출연한 배우들
- 트랜스포머 3 - 로지 헌팅턴 휘틀리 & 사이아 라보프
- 저스트 고 위드 잇 - 아담 샌들러 & 제니퍼 애니스턴 외 1명
- 브레이킹 던 part1 - 크리스틴 스튜어트